# جسر خليج يوكوهاما

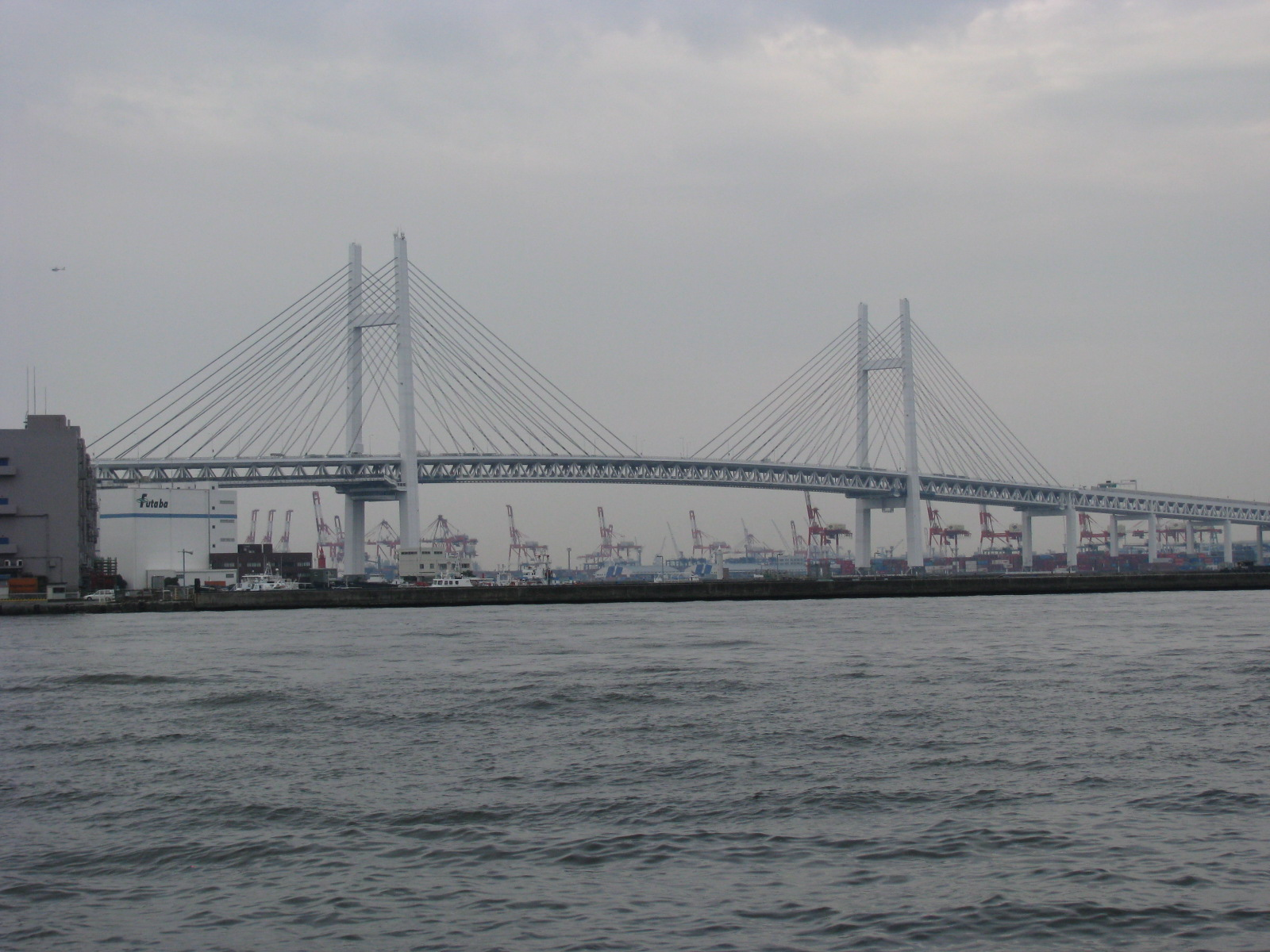
جسر خليج يوكوهاما.

جسر خليج يوكوهاما (باليابانية: 横浜ベイブリッジ) هو جسر مبني على خليج يوكوهاما في اليابان، يبلغ طول الجسر 860 متر، افتتح الجسر في 27 سبتمبر 1989، يعبر الجسر خليج طوكيو في مسافة تبلغ 460 متر (1510 قدم)، الجسر هو جزء من الطريق بايشور الذي تديره شركة شوتو السريعة.

## أرقام الجسر
- الطول: 860 متر (2،821.5 قدم).[1]
- العرض: 40.2 متر (131.9 قدم).
- الارتفاع 172 متر (564.3 قدم).
- أطول امتداد: 460 متر (1،509.2 قدم).